# 마틸데 졸리
마틸데 졸리(이탈리아어: Matilde Gioli, 1989년 9월 2일 ~ )는 이탈리아의 배우이다. 본명은 마틸데 로야코노(이탈리아어: Matilde Lojacono)이다.

## 개인사
졸리는 밀라노 대학교 철학과를 졸업했다.